# Cerignola
Cerignola is een Italiaanse stad in de regio Apulië, in de provincie Foggia. Na Rome en Ravenna is het de Italiaanse gemeente met de grootste grondoppervlakte. De stad ligt strategisch op een heuvel, uitkijkend over de vruchtbare Tavoliere.
Het ontstaan van Cerignola is niet geheel duidelijk. Waarschijnlijk hebben de Normandiërs het gesticht op een al veel langer bewoonde plaats. Na een verwoestende aardbeving in 1734 is de stad herbouwd. Tegenwoordig is Cerignola een welvarende stad en een van de belangrijkste agrarische centra van Noord-Apulië. De stad heeft twee musea met de landbouw als thema: het Museo del Grano en Museo Etnografisco di Civiltà Contadina. Net buiten het centrum ligt de Piano delle Fosse, een vlakte voor onderaardse graanopslag. Een deel ervan is nog steeds in gebruik.
Op het hoogste punt van Cerignola staat de grote Duomo die tussen 1873 en 1934 gebouwd is. Een andere bezienswaardig gebouw is het 19de-eeuwse theater Mercadante.

## Geboren
- Nicola Amoruso (29 augustus 1974), voetballer